# Kane (wrestler)
Glenn Thomas Jacobs (* 26. dubna 1967 Torrejón de Ardoz, Španělsko), známý pod ringovým jménem Kane, je americký profesionální wrestler, politik a herec.
Poprvé zápasil v roce 1992 ve Smoky Mountain Wrestling (SMW) a United States Wrestling Association (USWA). O 3 roky později se objevil ve World Wrestling Federation (WWF, později WWE). Od roku 2018 je starostou města Knox County.

## Dosažené tituly
- SMW Tag Team Championship (1krát)
- USWA Heavyweight Championship (1krát)
- ECW Championship (1krát)
- WCW Tag Team Championship (1krát)
- World Heavyweight Championship (1krát)
- WWF Championship (1krát)
- WWF Hardcore Championship (1krát)
- WWF/WWE Intercontinental Championship (2krát)
- WWE 24/7 Championship (1krát)
- WWE Tag Team Championship (2krát)
- WWF/WWE/World Tag Team Championship (9krát)
- Vítěz Tag Team Royal Rumble (1998)
- Eighth Triple Crown Champion (1krát)
- Third Grand Slam Champion (1krát)
- Bragging Rights Trophy (2009)
- Vítěz Money in the Bank (2010)
- Slammy Award (2krát)

## Filmografie
- See No Evil (2006)
- MacGruber (2010)
- Scooby-Doo! WrestleMania Mystery (2014)
- See No Evil 2 (2014)
- Countdown (2016)